# Sibiloi Nationalpark
Sibiloi Nationalpark  er en nationalpark i det nordlige Kenya, beliggende ved Turkanasøen, den salteste af Afrikas store søer. Parken blev oprettet i 1973 på initiativ af Kenyas nationalmuseer, for at beskytte værdifulde fundpladser fra forhistoriske mennesker bosættelser. Parken administreres af Kenya Wildlife Services (KWS).
Sibloi Nationalpark er 1.570 km² stor og består for størstedelen af savanne. Den ligger omkring 800 km fra Nairobi. I parken er der to flyvepladser, en campingplads samt faciliteter for kortere besøg samt Koobi Foramuseet.
Parken har fået sit navn efter Sibiloibjerget som ses ved Alia Bay i den sydlige ende. Det mest kendte fund i parken er Australopithecus og tidlige menneskelige fossiler. Disse er flyttet til Nairobi, men andre fossiler vises på museet.
I 1997 blev Sibiloi sammen med Central Islands nationalpark og South Islands nationalpark optaget  på Unescos verdensarvsliste under navnet Turkanasøens nationalparker.

## Eksterne kilder og henvisninger
1. ↑  "Kenya Wildlife Services". Arkiveret fra originalen 28. oktober 2011. Hentet 9. november 2011.
2. ↑  Lake Turkana National Parks UNESCO World Heritage Centre

- Unesco om Sibiloi
- KWS om Sibiloi Arkiveret 26. oktober 2005 hos  Wayback Machine

4°0′N 36°20′Ø / 4.000°N 36.333°Ø